# Algemene verkiezingen in Kenia (1974)
| Stemverhoudingen in % |
| --------------------- |
|                       |

De algemene verkiezingen in Kenia in 1974 werden op 14 oktober gehouden. De verkiezingen behelsden de verkiezing van de Nationale Vergadering (parlement) en de verkiezing van een president. President Jomo Kenyatta, aan de macht sinds 1964, werd wederom in zijn functie bevestigd; hij was de enige kandidaat.
Van de 158 parlementsleden verloren er 88 hun zetel, onder hen bevonden zich 4 ministers en 13 onderministers.
| Partij                                      | Partij                          | Zetels | %    |
| ------------------------------------------- | ------------------------------- | ------ | ---- |
|                                             | Kenya African National Union    | 158    | 100  |
| Benoemde leden                              | Benoemde leden                  | 12     |      |
| Totaal                                      | Totaal                          | 170    | 100  |
| Geregistreerde kiezers/ opkomst             | Geregistreerde kiezers/ opkomst |        | 56,5 |
| Bron: Nohlen et al., Kenya Election History |                                 |        |      |